# Антисемитизм в Пакистане
Антисемитизм в Пакистане означает враждебность к евреям или дискриминацию евреев в Пакистане. В Пакистане существуют общие стереотипы в отношении евреев, большинство из которых частично совпадают и связаны с распространёнными в мусульманском мире антисемитскими взглядами.
Евреев считают скупыми. Нападению подверглась синагога Магэн Шалом в Карачи, а также отдельные евреи. Преследование евреев привело к их исходу через Индию в Израиль (см. Пакистанские евреи в Израиле), Великобританию, Канаду и другие страны. Пешаварская еврейская община прекратила своё существование, хотя, как сообщается, небольшая община всё ещё существует в Карачи.
Брак пакистанского крикетиста и политика Имрана Хана с Джемимой Голдсмит, англичанкой еврейского происхождения, в 1996 году вызвал ярость в Пакистане, и Хан был обвинён в том, что он действовал в качестве агента еврейского лобби. Египетские газеты в Пакистане выдвинули и другие антисемитские обвинения в адрес Хана. После того, как Хан пожаловался, истории были отозваны.
Установление дипломатических отношений между Индией и Израилем в 1992 году, вызвало антисемитизм в пакистанских СМИ, обычно в сочетании с антисионистской риторикой. Индию называют «сионистской угрозой».
Базирующаяся в Пакистане исламистская группировка «Лашкаре-Тайба» также выражает антисемитские взгляды. Они объявили евреев «врагами ислама», а Израиль — «врагом Пакистана».
Военные листовки были сброшены над Вазиристаном, чтобы призвать соплеменников остерегаться иностранцев и их местных сторонников, которые объединились с «Яхуд Аур Хануд». Члены племени, которые читали листовки, недоумевали, использовалось ли слова «Yahood Aur Hanood» для описания врага в листовках. Большинство считало, что это означает евреев по всему миру и доминирующих индуистов Индии.
В первом докладе Госдепартамента США о глобальном антисемитизме отмечается рост антисемитизма в Пакистане. В Пакистане, стране без еврейских общин, широко распространены антисемитские настроения, разжигаемые антисемитскими статьями в прессе. Пакистан отказывается признать Израиль законным государством из-за их симпатий арабам в арабо-израильском конфликте.
Значительное количество людей в Пакистане считают, что нападения 11 сентября 2001 года на Всемирный торговый центр в Нью-Йорке были тайным еврейским заговором, организованным израильским Моссадом, как и взрывы в Лондоне 7 июля 2005 года, предположительно совершённые евреями с целью дискредитации мусульман. Пакистанский политический обозреватель Зайд Хамид заявил, что теракты в Мумбаи в 2008 году совершили индийские евреи. Подобные утверждения перекликаются с традиционными антисемитскими теориями. Еврейское религиозное движение Хабад Любавич имело миссионерский дом в Мумбаи, Индия, который подвергся нападению в 2008 году в Мумбаи, совершённом боевиками, связанными с Пакистаном, во главе с Аджмалом Касабом. Антисемитские намерения были очевидны из показаний Касаба после его ареста и суда.